# Coussapoa microcephala
Coussapoa microcephala är en nässelväxtart som beskrevs av Trec.. Coussapoa microcephala ingår i släktet Coussapoa och familjen nässelväxter. Inga underarter finns listade i Catalogue of Life.